# لز آیرس
لز آیرس (به فرانسوی: Les Aires) یک کمون در فرانسه است که در Canton of Saint-Gervais-sur-Mare واقع شده‌است.

## خصوصیات
لز آیرس ۲۰٫۵۴ کیلومترمربع مساحت و ۵۶۱ نفر جمعیت دارد و ۱۹۸ متر بالاتر از سطح دریا واقع شده‌است.